# Jeremy Shockey
Pour les articles homonymes, voir Shockey.
(en) Statistiques sur pro-football-reference
 Jeremy Shockey est un joueur américain de football américain, né le 18 août 1980 à Ada en Oklahoma, qui évolue au poste de tight end.

## Biographie

### Carrière universitaire
Il effectua sa carrière universitaire avec les Hurricanes de Miami et a fait partie des meilleurs tight ends sortis de cette université avec Kellen Winslow II.
Sous le maillot des Hurricanes de Miami, Shockey fit déjà sensation lors du match contre les riveaux floridiens, Florida State. Il marque le touchdown victorieux en captant la passe qui lui est lancée. Il restait alors 46 secondes à jouer.
En 2001, Shockey fut un membre à part entiere lors du championnat national de Miami. Shockey a mené l'équipe avec 45 réceptions, 604 yards en réception et 8 touchdowns. En fin de saison, Shockey se déclara lui-même éligible pour la Draft se déroulant quelques mois plus tard.

### Carrière professionnelle
Il fut sélectionné au 1er tour, le (14e choix) au total, par les Giants de New York en 2002. Il remporte le titre de recrue de l'année au terme de la saison 2002.
Jeremy Shockey a également été sélectionné à 4 reprises au Pro Bowl, match disputé à Hawaï tous les ans entre les meilleurs joueurs de la NFL.
En 2008, après avoir gagné un Superbowl avec les Giants de New York (il n'a toutefois pas joué, il était blessé), il est échangé aux Saints de la Nouvelle-Orléans contre deux futurs choix de repêchage.
Le 7 février 2010, il contribue à la victoire des Saints, sous le numéro 88, au Super Bowl XLIV face aux Colts par 31 à 17. Il s'illustre en marquant un touchdown.
Le 22 février 2011, les Saints libèrent Jeremy Shockey faisant de lui un agent libre.
Le 3 mars 2011, les Panthers de la Caroline lui offrent un contrat d'un an. Il accepte après avoir hésité à signer chez les Dolphins de Miami.
Il retrouvera en coordinateur offensif, un de ses coachs de sa période universitaire.

## Palmarès
- Pro Bowl : 2002, 2003, 2005, 2006
- Il remporte le Super Bowl XLII contre les Patriots de la Nouvelle-Angleterre.
- Il remporte le Super Bowl XLIV contre les Colts d'Indianapolis.